# Краман (Јура)
Краман (фр. Cramans) насеље је и општина у источној Француској у региону Франш-Конте, у департману Јура која припада префектури Лон ле Соније.
По подацима из 2011. године у општини је живело 493 становника, а густина насељености је износила 60,64 становника/km². Општина се простире на површини од 8,13 km². Налази се на средњој надморској висини од 234 метара (максималној 340 m, а минималној 229 m).

## Демографија
| 1962. | 1968. | 1975. | 1982. | 1990. | 1999. | 2011. |
| ----- | ----- | ----- | ----- | ----- | ----- | ----- |
| 337   | 361   | 337   | 380   | 454   | 430   | 493   |

График промене броја становника у току последњих година